# Mount Pleasant, Arkansas
Mount Pleasant là một thị trấn thuộc quận Izard, tiểu bang Arkansas, Hoa Kỳ. Năm 2010, dân số của thị trấn này là 414 người.

## Dân số
- Dân số năm 2000: 401 người.
- Dân số năm 2010: 414 người.